# 国家自然资源督察北京局
国家自然资源督察北京局是中华人民共和国自然资源部向地方派驻的国家自然资源督察机构，代表国家自然资源总督察履行自然资源督察职责，负责对北京市、天津市、河北省、山西省、内蒙古自治区人民政府关于自然资源和国土空间规划的政策落实情况进行督察。

## 机构职责
1. 督察地方政府落实党中央、国务院关于自然资源重大方针政策、决策部署及法律法规执行等情况；
2. 督察地方政府落实最严格的耕地保护制度和最严格的节约用地制度等土地开发利用与管理情况；
3. 督察地方政府落实自然资源开发利用中的生态保护修复、矿产资源保护及开发利用监管等职责情况；
4. 督察地方政府实施国土空间规划情况，重点是落实生态保护红线、永久基本农田、城镇开发边界等重要控制线情况；
5. 对涉及自然资源开发利用、生态保护重大问题开展督察；
6. 按照有关规定对地方政府负责人开展约谈，移交移送问题线索；
7. 督察地方政府组织实施整改情况，按照有关规定提出责令限期整改建议；
8. 承办国家自然资源总督察交办的其他任务。

## 人员编制
人员编制：48名。其中，局长1名，副局长2名，纪检组长1名，督察专员4名，主任（处长）8名，副主任（副处长）9名，其他工作人员23名。

## 内设机构
国家自然资源督察北京局共设8个室：
- 办公室
- 督察统筹室
- 督察监督室
- 督察一室
- 督察二室
- 督察三室
- 督察四室
- 督察五室